# Stodolicze
Stodolicze (biał. Стадолічы, Stadoliczy; ros. Стодоличи, Stodoliczi) – agromiasteczko na Białorusi, w obwodzie homelskim, w rejonie lelczyckim, w sielsowiecie Stodolicze, przy drodze republikańskiej R128.

## Historia
W XIX i w początkach XX w. położone były w Rosji, w guberni mińskiej, w powiecie mozyrskim, w gminie Bujnowicze.
Po I wojnie światowej pod administracją polską, w Zarządzie Cywilnym Ziem Wschodnich, w okręgu brzeskim, w powiecie mozyrskim, w gminie Bujnowicze. Podczas wojny polsko-bolszewickiej, nocą z 16 na 17 lutego 1920 na stacjonujący tu polski 15 Pułk Piechoty napadł bolszewicki 422 pułk strzelców. Mimo przewagi komunistów Polacy zdołali obronić pozycje.
W wyniku postanowień traktatu ryskiego znalazły się w granicach Związku Sowieckiego. Od 1991 w niepodległej Białorusi.